# Trnávka (Nový Jičín-i járás)
Trnávka település Csehországban, Nový Jičín-i járásban. Trnávka Petřvald, Stará Ves nad Ondřejnicí, Kateřinice, Brušperk, Fryčovice, Mošnov és Skotnice településekkel határos. Lakosainak száma 752 fő (2024. január 1.).

## Népesség
A település lakosságának változását az alábbi diagram mutatja:
| Lakosok száma | 540  | 535  | 549  | 692  | 700  | 680  | 740  | 741  | 750  | 752  |
|               | 1869 | 1890 | 1921 | 1950 | 1980 | 2001 | 2017 | 2019 | 2022 | 2024 |